# Arrondissement Le Puy-en-Velay
Arrondissement Le Puy-en-Velay (fr. Arrondissement du Puy-en-Velay) je správní územní jednotka ležící v departementu Haute-Loire a regionu Auvergne ve Francii. Člení se dále na 16 kantonů a 103 obce.

## Kantony
- Allègre
- Cayres
- Craponne-sur-Arzon
- Fay-sur-Lignon
- Loudes
- Le Monastier-sur-Gazeille
- Pradelles
- Le Puy-en-Velay-Est
- Le Puy-en-Velay-Nord
- Le Puy-en-Velay-Ouest
- Le Puy-en-Velay-Sud-Est
- Le Puy-en-Velay-Sud-Ouest
- Saint-Julien-Chapteuil
- Saint-Paulien
- Solignac-sur-Loire
- Vorey